# 839年
| 千纪： | 1千纪                                                                                           |
| 世纪： | 8世纪 \| 9世纪 \| 10世纪                                                                        |
| 年代： | 800年代 \| 810年代 \| 820年代 \| 830年代 \| 840年代 \| 850年代 \| 860年代                       |
| 年份： | 834年 \| 835年 \| 836年 \| 837年 \| 838年 \| 839年 \| 840年 \| 841年 \| 842年 \| 843年 \| 844年 |
| 纪年： | 己未年（羊年）；唐開成四年；南诏保和十六年；日本承和六年；渤海国咸和九年                        |

## 大事记
- 回鶻宰相掘羅勿造反，聯合沙陀朱邪赤心共攻可汗，彰信可汗兵敗被殺。㕎馺特勒被族人擁立為可汗。
- 洛泰尔一世將義大利國王的稱號給其長子路易二世。

## 出生
- 查理三世，綽號胖子查理，加洛林王朝的東法蘭克國王，西法蘭克國王和法蘭克皇帝。（888年逝世）

## 逝世
- 愛格伯特，不列顛島韋塞克斯（Wessex）王國的國王。
- 彰信可汗，回鶻第十二任可汗，昭禮可汗的侄子。